# جيمس إي روغان
جيمس إي روغان (بالإنجليزية: James E. Rogan) (و. 1957 – م) هو سياسي، ومحامي من الولايات المتحدة الأمريكية . تولى منصب عضو الجمعية ولاية كاليفورنيا .
وهو عضو في الحزب الجمهوري .

## التعليم
تعلم في جامعة كاليفورنيا، بركلي.